# Skitwath Beck
Der Skitwath Beck ist ein Wasserlauf in Cumbria, England.
Der Skitwath Beck entsteht als Hatter’s Syke nordwestlich von Penruddock. Er fließt zunächst in östlicher Richtung, wendet sich beim Erreichen der Greystoke Moor Plantation jedoch nach Süden und wird zum Skitwath Beck. Er fließt zunächst westlich an Penruddock vorbei, ändert seine Richtung dann aber nach Osten und fließt südlich von Penruddock, bis er am Weiler Hutton mit dem Thackwaite Beck den Dacre Beck bildet.